# Rudolf Ismayr
Rudolf Ismayr (ur. 14 października 1908 w Landshut, zm. 9 maja 1998 w Marquartstein) – niemiecki sztangista, dwukrotny medalista olimpijski i wicemistrz świata.

## Kariera
Startował w wadze średniej (do 75 kg). Największy sukces w karierze osiągnął w 1932 roku, kiedy podczas igrzysk olimpijskich w Los Angeles zdobył złoty medal, ustanawiając jednocześnie nowy rekord olimpijski wynikiem 345 kg. Wyprzedził tam Włocha Carlo Galimbertiego i Austriaka Karla Hipfingera. Na rozgrywanych cztery lata później igrzyskach w Berlinie w tej samej kategorii był drugi. Rozdzielił tam na podium Egipcjanina Chadra at-Tuniego i swego rodaka, Adolfa Wagnera. W 1938 roku wywalczył srebrny medal na mistrzostwach świata w Wiedniu. Tym razem uplasował się między Wagnerem a Johnem Terpakiem z USA. Ponadto zdobył cztery medale na mistrzostwach Europy: złote na ME 1931, ME 1934 i ME 1935 oraz srebrny podczas ME 1933.
Pobił pięć oficjalnych rekordów globu.

W 1936 roku Ismayr złożył ślubowanie olimpijskie podczas ceremonii otwarcia igrzysk w Berlinie: 

Ślubujemy, że pragniemy stanąć do Igrzysk Olimpijskich we współzawodnictwie opartym na lojalności i poszanowaniu rządzących nimi przepisów oraz uczestniczyć w nich w duchu rycerskim dla honoru naszych krajów i dla chwały sportu.

Brał udział w II wojnie światowej dostając się do niewoli brytyjskiej, zwolniony w 1946 roku.